# Edelmiro Arnauda
Edelmiro Arnauda, auch bekannt unter dem Spitznamen Picao, ist ein ehemaliger kubanischer Fußballtrainer und -spieler. 

## Leben
Seine aktive Laufbahn als Profispieler verbrachte Edelmiro Araujo beim Puebla FC, Necaxa und Club América. Anschließend verbrachte er noch einige Jahre in der auf Amateurbasis betriebenen Liga Española de Fútbol.
In den frühen 1970er Jahren war Edelmiro Arnauda für die Dauer von etwa drei bis vier Jahren Trainer bei Américas Filialteam Coapa.
In den frühen 1980er Jahren trainierte er diverse Mannschaften in der mexikanischen Primera División. Zunächst verhalf er in der Saison 1981/82 dem CF Oaxtepec zur Zweitligameisterschaft, wodurch der Aufstieg in die höchste Spielklasse gelang. Dort führte Arnauda die Mannschaft bis zu seiner Ablösung durch Carlos Lara Anfang Februar 1983. Torwart bei Oaxtepec war damals der Argentinier Ricardo La Volpe. 
Wenige Monate später unterschrieb „Picao“ Arnauda einen Vertrag bei Atlético Morelia, die er für anderthalb Jahre bis Ende 1984 betreute. In der Rückrunde der Saison 1986/87 führte er den Club Atlante.

## Erfolge
- Mexikanischer Zweitligameister: 1981/82 (mit Oaxtepec)